# 馬迪 (蒙大拿州)
馬迪（英語：Muddy）是位於美國蒙大拿州大角縣的普查規定居民點。

## 歷史
馬迪的郵局於1884年設立，其後於1901年停運。

## 人口
根據2020年美國人口普查的數據，馬迪的面積為74.14平方千米，皆為陸地。當地共有人口646人，而人口密度為每平方千米8.71人。